# Andrena caesia
Andrena caesia är en biart som beskrevs av Warncke 1974. Andrena caesia ingår i släktet sandbin, och familjen grävbin. Inga underarter finns listade i Catalogue of Life.